# PFC Botev Plovdiv

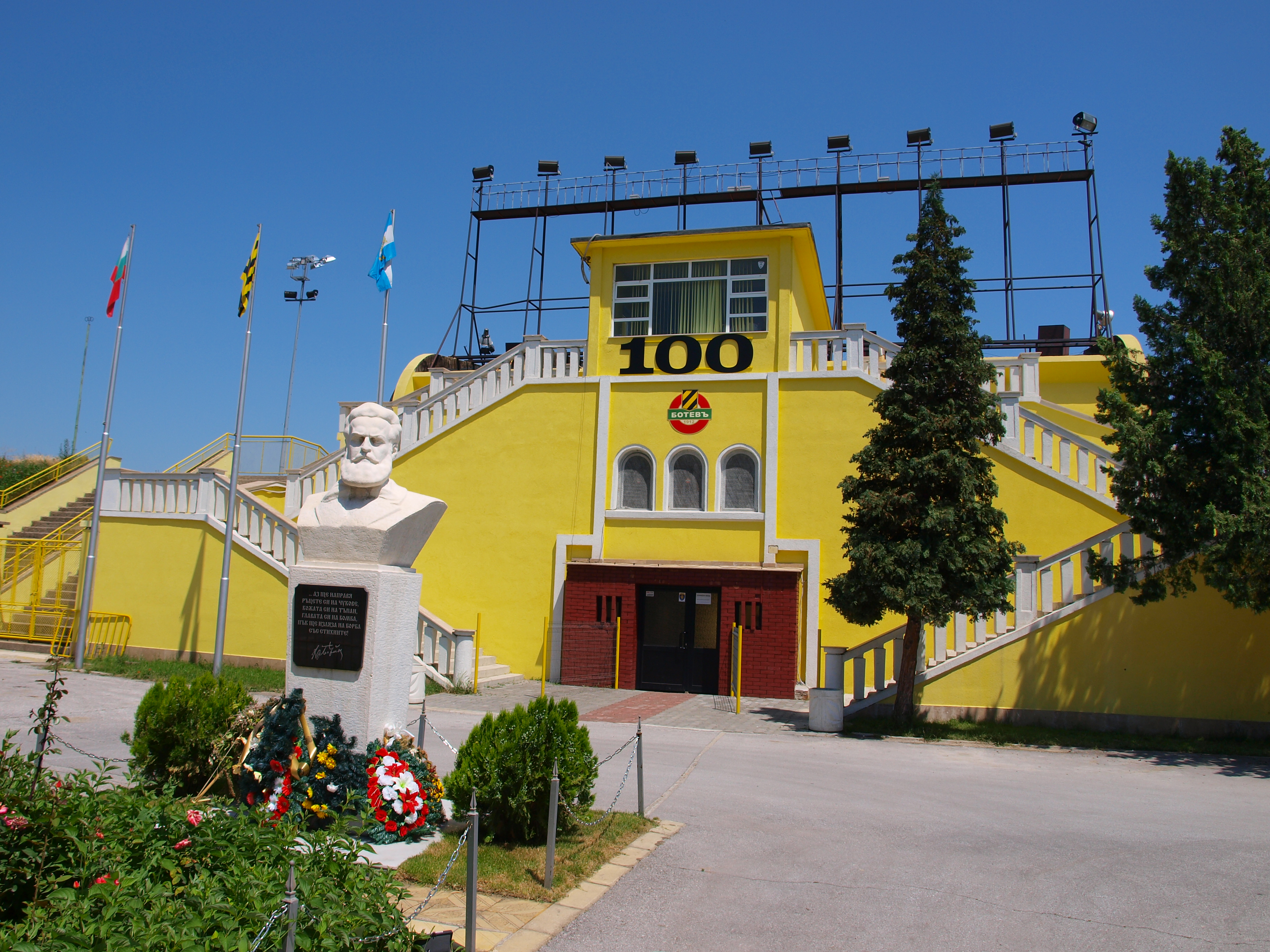
Entrada del Estadio Botev con la figura de Hristo Botyov.

El PFC Botev Plovdiv (en búlgaro: ПФК Ботев Пловдив) es un club de fútbol profesional búlgaro, de la ciudad de Plovdiv. Fue fundado el 12 de marzo de 1912, lo que lo convierte en el equipo más antiguo del fútbol búlgaro. Ejerce de local en el estadio Hristo Botev, recinto ubicado en el distrito de Kamenitza y que posee una capacidad de 22 000 espectadores. Actualmente se desempeña en la Primera Liga de Bulgaria.
El Botev es uno de los clubes más populares de Bulgaria. Los Canarios (el apodo del club) han ganado dos títulos de Liga y dos Copas nacionales. Botev han sido dos veces subcampeón de Bulgaria, diez veces ha terminado en tercera posición y diez veces ha llegado a la final de la Copa de Bulgaria. A nivel internacional el club alcanzó los cuartos de final de la Recopa y ha ganado una Copa de los Balcanes.

## Historia

### Fundación y comienzos (1912-1960)
El Botev Plovdiv fue fundado el 12 de marzo de 1912 por los estudiantes de la Universidad francesa de Plovdiv "San Agustín" y actualmente es el club de fútbol más antiguo de Bulgaria. Stoyan Puhtev fue elegido presidente, Nenko Penelov el vicepresidente, Petar Delev secretario y Tenyo Rusev administrador. El nombre del club fue escogido en honor al héroe nacional búlgaro Hristo Botev. Desde entonces, el club ha cambiado su nombre varias veces: Botev (1912–1946), DNV (1947–51), DNA (1952–57), SKNA (1957), Botev (1957–1968) y Trakia (1968–1989). El nombre actual es Botev Plovdiv. Los colores del club, amarillo y negro, fueron adoptados en 1917.
En 1920, el equipo ganó el campeonato de fútbol oficial de Plovdiv. El 30 de agosto de 1925, los canarios jugaron su primer partido internacional oficial contra el Fenerbahçe turco. En el año siguiente, el equipo dirigido por el entrenador y el capitán Nikola Shterev, ganó su primer título oficial, la Copa de Plovdiv.
El club se convirtió en campeón de la Liga Nacional por primera vez en 1929, ganando la final contra el Levski Sofía. El Botev ganó por 1-0 el último partido en Sofía con un gol de Nikola Shterev. Los jugadores clave durante este período fueron Nikola Shterev, Stancho Prodanov, Vangel Kaundzhiev y Mihail Kostov, que también jugó para el equipo nacional.
En 1951 el Botev Plovdiv se unió a la recién creada A PFG, la primera división del fútbol búlgaro. A pesar de ser descendido en 1953 a la B PFG de Bulgaria, en 1954 el club ganó fácilmente la promoción a Primera división. 1956 fue un gran éxito para el equipo, que terminó 3 º en la liga doméstica y se clasificó para la final de la Copa de Bulgaria, donde Botev perdió 2-5 ante el Levski Sofía. 
En los años siguientes, el gobierno local decidió construir un nuevo estadio para el club. La construcción del complejo deportivo comenzó el 21 de julio de 1959 y fue construido en un período de dos años. El nuevo estadio fue nombrado Hristo Botev, en honor al héroe nacional. El complejo deportivo se inauguró con un partido amistoso entre Botev y el Steaua de Bucarest, que fue ganado por los canarios con 3-0 ante 20.000 espectadores.

### Era de Dinko Dermendzhiev (1961-1980)
En 1961, el Botev terminó 3.º en la A PFG por segunda vez en la historia del club. Este campeonato también marcó la primera aparición de uno de los futbolistas más importantes del club, Dinko Dermendzhiev, y el comienzo de la edad de oro del Botev. Dermendzhiev tiene el récord de partidos disputados con el Botev, con un total de 447 partidos para el club. En segundo lugar está Viden Apostolov con 429 partidos y el tercero es Petar Zehtinski con 351. El máximo goleador de todos los tiempos del Botev es, también, Dermendzhiev, quien anotó 194 goles en su etapa en el club. Kostadin Kostadinov es el segundo máximo anotador del Botev con 106 goles y el tercero es Atanas Pashev con 100 goles.
Bajo el liderazgo de Dinko Dermendzhiev, el Botev ganó su primera Copa de Bulgaria en 1962, superando al Dunav Rousse 3-0 en el estadio Nacional Vasil Levski de Sofía el 12 de agosto. En la temporada 1962-63 Botev llegó a cuartos de final de la Recopa de Europa al eliminar al Steaua de Bucarest y al Shamrock Rovers antes de perder ante el Atlético de Madrid 1-5 en el global. En la misma temporada el equipo acabó subcampeón en A PFG con 40 puntos, solo 3 menos que el campeón, sus rivales locales del Spartak Plovdiv.
En 1967, Botev se consagró campeón de liga por segunda vez. El equipo campeón contó con varios jugadores notables, como Viden Apostolov, Georgi Popov y Rayko Stoynov, con Vasil Spasov como entrenador. El Botev representó a Bulgaria en la Copa de Europa 1967-68, pero perdió en la primera ronda nte el Rapid Bucuresti después de la victoria 2-0 en Plovdiv y perder 3-0 en Bucarest. Cinco años más tarde, en 1972, el equipo se convirtió en el ganador de la Copa de los Balcanes, por primera vez, jugando contra el Velez Mostar yugoslavo, después de dos partidos finales espectaculares para ganar la copa.

### Periodo dorado en Europa (1981-1990)
En 1981, el delantero del Botev Georgi Slavkov ganó el mayor logro del club a nivel individual, la Bota de Oro europea después de terminar como máximo goleador nacional de Europa con 31 goles. En la siguiente temporada, Slavkov fichó por el CSKA Sofía. El mismo año de 1981, el equipo ganó su segunda Copa de Bulgaria, después de una victoria contra el Pirin Blagoevgrad. Este período fue muy exitoso para el club. Botev terminó 3.º en la A PFG, en 1981, 1983, 1985, 1987, 1988 y segundo en 1986. En este año el equipo terminó con 41 puntos, solo dos menos que el Beroe, campeón, a pesar de la victoria 8-1 contra el Beroe en el partido directo. Muchas de las estrellas más notables del club jugaron en esta época, como Antim Pehlivanov, Dimitar Vichev, Atanas Pashev, Dimitar Mladenov, Zapryan Rakov, Blagoy Bangev y Petar Zehtinski, formando el Equipo de Oro.
Un logro importante de este período fue la Recopa de 1985, cuando el Botev se clasificó para la segunda ronda del torneo. El equipo consiguió una victoria por 2-0 ante el poderoso campeón alemán del Bayern Múnich. El 7 de noviembre de 1984, frente a más de 45.000 espectadores en el estadio Plovdiv y con Klaus Augenthaler, Dieter Hoeness, Søren Lerby, Lothar Matthäus y Jean-Marie Pfaff en el terreno de juego, Atanas Pashev y Kostadin Kostadinov anotaron los goles de la victoria, pero el Botev fue eliminado tras perder 4-1 en el partido de ida. Otra memorable victoria es la conseguida en Plovdiv 1-0 sobre el Barcelona en la Recopa de 1981.

### Problemas financieros (1991-2010)
Tras el final del comunismo en Bulgaria, el Botev, al igual que el resto del país y del fútbol nacional, comenzó una época de profundos cambios y crisis. En 1992, el club fue adquirido por un conglomerado encabezado por Hristo Danov, quien fichó jugadores con experiencia en el fútbol búlgaro, como Bozhidar Iskrenov, Kostadin Vidolov, Nasko Sirakov y Borislav Mihaylov, estos dos últimos tras haber formado parte de la exitosa selección búlgara que consiguió el cuarto puesto en el Mundial de 1994. En este período, el Botev firmó el primer jugador extranjero en la historia del club, el húngaro Roberto Szabay. Estas grandes inversiones sin embargo no se tradujeron en ningún resultado significativo y el club solo alcanzó el tercer lugar en la A PFG en 1993, 1994 y 1995.
El 19 de marzo de 1999 el Botev fue adquirido por Dimitar Hristolov. Este día marcó el comienzo de los años más difíciles para el club. En la temporada 2000-01, el equipo fue relegado a B PFG, después de jugar 47 años en la A PFG. El Botev pasó una temporada en la segunda división y regresó rápidamente a la máxima categoría, pero en 2004 el club descendió por segunda vez. Desde 2005 hasta 2009 el club jugó en A PFG, pero en la segunda mitad de la tabla de la liga, luchando por evitar el descenso.
El 24 de febrero de 2010, el Botev Plovdiv fueron descendidos administrativamente de la A PFG debido a dificultades financieras. Los oponentes del Botev ganaron todos sus partidos 3-0 por defecto durante toda la segunda mitad de la temporada.

### Regreso a A PFG y nuevo rumbo (2010-presente)
Tras el colapso financiero del club en 2010, el Botev Plovdiv comenzó su participación en la V AFG para la temporada 2010-11, el tercer nivel del sistema de ligas del fútbol búlgaro. El club fue reconstruido completamente con una nueva estructura organizativa y con jugadores con cierta experiencia internacional como Atanas Kurdov, el centrocampista Todor Timonov, el capitán Nikolay Manchev o el portero Armen Ambartsumyan. El Botev terminó como campeón de la V AFG con 37 victorias y solo un empate (112 puntos), y consiguió el ascenso a la segunda división del fútbol búlgaro, la B PFG.

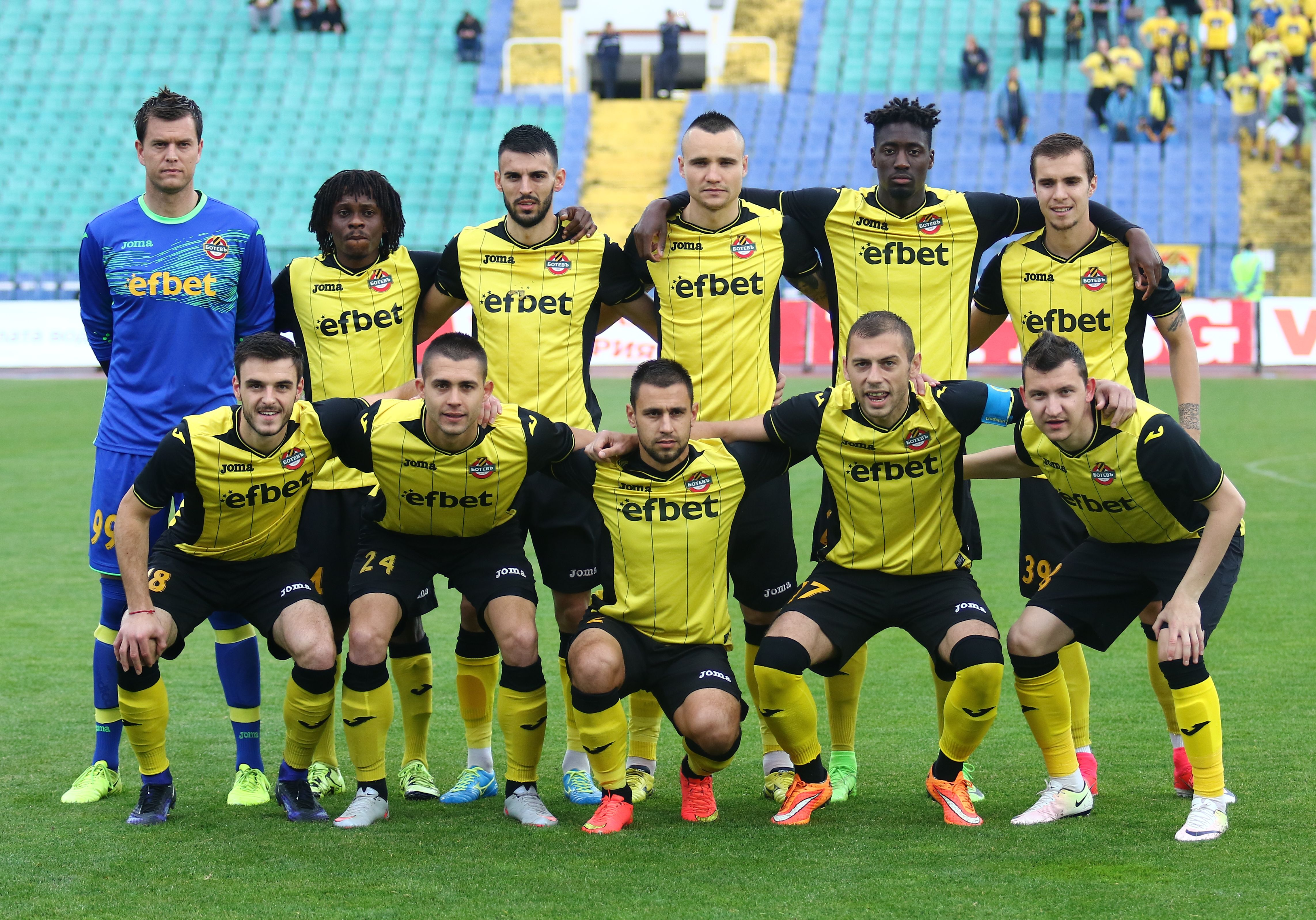
El Botev Plovdiv antes de jugar la final de la 2016–17 Bulgarian Cup ante Ludogorets Razgrad

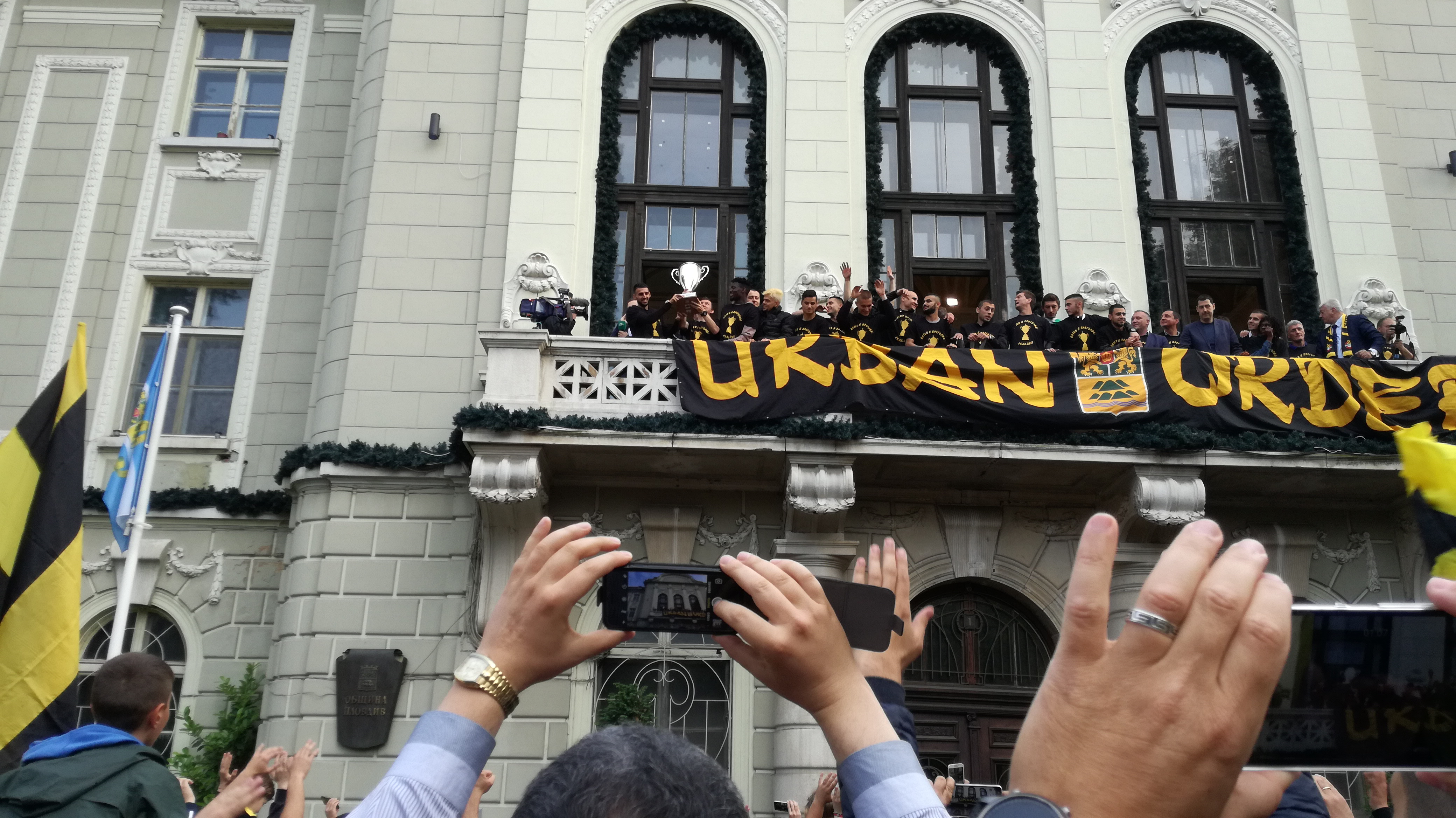
El Botev Plovdiv celebrando el título de la 2016–17 Bulgarian Cup desde el balcón del palacio municipal.

Para la nueva temporada el club contrató a un nuevo entrenador, el exdefensa Petar Houbchev, miembro de la selección búlgara de 1994, en reemplazo de la leyenda del club Kostadin Vidolov. Pero debido a los malos resultados (3 victorias, 5 empates, 1 derrota), Hubchev fue despedido en octubre de 2011. Botev llegó a un acuerdo con un nuevo entrenador, Milen Radukanov que tampoco consiguió buenos resultados. El equipo tenía solo una victoria, cuatro empates y dos derrotas, y también fue despedido. El Botev consiguió el ascenso a la A PFG en la temporada 2011-12 tras finalizar en segundo puesto del grupo Este del B PFG a dos puntos del campeón, el Etar Veliko Tarnovo, y vencer en el play-off al Sportist Svoge por 0-2 en Sofía.

## Presidentes
| Nombre           | País     | Desde      | Hasta      |
| ---------------- | -------- | ---------- | ---------- |
| Stoyan Puhtev    | Bulgaria | 1912       | 1922       |
| Ivan Nikiforov   | Bulgaria | 1922       | 1923       |
| Georgui Hitrilov | Bulgaria | 1923       | 1926       |
| Hristo Kanchev   | Bulgaria | 1926       | 1944       |
| Stoyo Seizov     | Bulgaria | 1944       | 1947       |
| Dimitar Ganchev  | Bulgaria | 1947       | 1953       |
| Dimitar Vangelov | Bulgaria | 1953       | 1960       |
| Yovcho Yovchev   | Bulgaria | 1960       | 1964       |
| Stanko Stankov   | Bulgaria | 1964       | 1972       |
| Kiril Asparuhov  | Bulgaria | 1972       | 13.09.1990 |
| Viden Apostolov  | Bulgaria | 13.09.1990 | 01.10.1992 |
| Petar Baldzhiev  | Bulgaria | 01.10.1992 | 16.01.1993 |
| Hristo Danov     | Bulgaria | 16.01.1993 | 04.01.1995 |
| Mihail Markachev | Bulgaria | 04.01.1995 | 14.10.1996 |
| Georgi Chakarov  | Bulgaria | 14.10.1996 | 16.09.1997 |

| Chairman          | Nat      | From       | To         |
| ----------------- | -------- | ---------- | ---------- |
| Petko Muravenov   | Bulgaria | 16.09.1997 | 26.11.1997 |
| Vassil Koritarev  | Bulgaria | 26.11.1997 | 16.12.1997 |
| Vasko Ninov       | Bulgaria | 16.12.1997 | 16.03.1999 |
| Dimitar Hristolov | Bulgaria | 19.03.1999 | 29.04.2010 |
| Marin Bakalov     | Bulgaria | 29.04.2010 | 30.10.2011 |
| Yuli Popov        | Bulgaria | 31.10.2011 | 19.03.2014 |
| Ivan Dzhidzhev    | Bulgaria | 19.03.2014 | presente   |

## Uniforme y colores

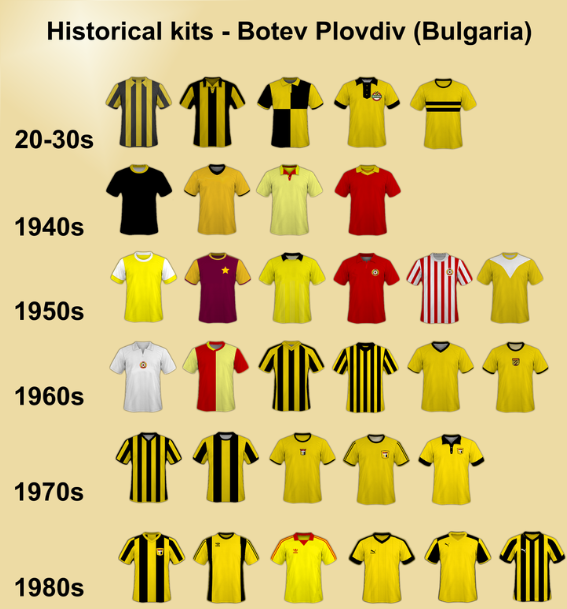
Parte de la historia de las equipaciones del Botev Plovdiv.

Los colores representativos del club son el amarillo y el negro. En torno al motivo por el que estos fueron escogidos existen dos versiones. Una teoría apunta que se optó por estos para simbolizar la unión entre los estudiantes pertenecientes a colegios católicos (amarillo) y los pertenecientes a escuelas ortodoxas (negro). Otra versión señala que los fundadores del club copiaron la estructura organizativa de los, por ese entonces muy populares, clubes de Austria, así pues los colores del club habrían sido tomados de la bandera del Imperio austrohúngaro. Adicionalmente, cabe destacar que el primer emblema del club fue una copia exacta del escudo del Rapid Viena de Austria.

## Jugadores

### Jugadores destacados
| - Ivan Tsvetkov - Ernestas Šetkus - Rubén Palazuelos - Tomáš Jirsák - Civard Sprockel | - Boban Grnčarov - Arthur Henrique - Vander |

## Números retirados
- 12 - Aficionados del Club

## Palmarés

### Torneos nacionales
- Liga Profesional de Bulgaria (2): 1929, 1967
  - Subcampeón (2): 1963, 1986

- Copa de Bulgaria (4): 1962, 1981, 2017, 2024
  - Subcampeón (9): 1947, 1956, 1963, 1964, 1984, 1991, 1993, 1995, 2014

### Torneos internacionales
- Copa de los Balcanes (1): 1972

- Copa Trimontzium (4): 1943, 1984, 1987, 1989 (como Trakia Plovdiv)

## Participación en competiciones europeas
| Temporada | Torneo                        | Ronda            | Club                   | Casa  | Visita     | Global  |
| --------- | ----------------------------- | ---------------- | ---------------------- | ----- | ---------- | ------- |
| 1962/63   | Cup Winners' Cup              | 1/16             | Steaua                 | 5:1   | 2:3        | 7:4     |
| 1962/63   | Cup Winners' Cup              | 1/8              | Shamrock Rovers        | 1:0   | 4:0        | 5:0     |
| 1962/63   | Cup Winners' Cup              | 1/4              | Atlético Madrid        | 1:1   | 0:4        | 1:5     |
| 1967/68   | European Cup                  | 1/16             | Rapid Bucureşti        | 2:0   | 0:3 (t.e.) | 2:3     |
| 1968/69   | Inter-Cities Fairs Cup        | 1                | Real Zaragoza          | 3:1   | 0:2        | 3:3 (a) |
| 1970/71   | Inter-Cities Fairs Cup        | 1                | Coventry City          | 1:4   | 0:2        | 1:6     |
| 1971/72   | Copa de los Balcanes          | Grupos           | Göztepe SK             | 3:0   | 1:1        |         |
| 1971/72   | Copa de los Balcanes          | Grupos           | FC Brasov              | 1:1   | 3:2        |         |
| 1971/72   | Copa de los Balcanes          | Final            | Vardar Skopje          | 5:0   | 0:4        | 5:4     |
| 1978/79   | UEFA Cup                      | 1                | Hertha BSC             | 1:2   | 0:0        | 1:2     |
| 1980/81   | Copa de los Balcanes          | Grupos           | Sportul Studențesc     | 3:0 1 | 2:3        |         |
| 1980/81   | Copa de los Balcanes          | Final            | FK Velež Mostar        | 5:6   | 2:6        | 7:12    |
| 1981/82   | Cup Winners' Cup              | 1/16             | FC Barcelona           | 1:0   | 1:4        | 2:4     |
| 1982/83   | UEFA Intertoto Cup            | Grupo 10         | FC Vítkovice           | 5:1   | 2:4        |         |
| 1982/83   | UEFA Intertoto Cup            | Grupo 10         | Eintracht Braunschweig | 0:1   | 0:2        |         |
| 1982/83   | UEFA Intertoto Cup            | Grupo 10         | IF Elfsborg            | 4:0   | 0:0        |         |
| 1984/85   | Cup Winners' Cup              | 1/16             | Union Luxembourg       | 4:0   | 1:1        | 5:1     |
| 1984/85   | Cup Winners' Cup              | 1/8              | FC Bayern Munich       | 2:0   | 1:4        | 3:4     |
| 1985/86   | European Cup                  | 1/16             | IFK Göteborg           | 1:2   | 2:3        | 3:5     |
| 1986/87   | UEFA Cup                      | 1                | Hibernians FC          | 8:0   | 2:0        | 10:0    |
| 1986/87   | UEFA Cup                      | 1/16             | HNK Hajduk Split       | 2:2   | 1:3        | 3:5     |
| 1987/88   | UEFA Cup                      | 1                | Red Star Belgrade      | 2:2   | 0:3        | 2:5     |
| 1988/89   | UEFA Cup                      | 1                | Dinamo Minsk           | 1:2   | 0:0        | 1:2     |
| 1992/93   | UEFA Cup                      | 1                | Fenerbahçe SK          | 2:2   | 1:3        | 3:5     |
| 1993/94   | UEFA Cup                      | 1                | Olympiacos             | 2:3   | 1:5        | 3:8     |
| 1995/96   | UEFA Cup                      | 1                | Dinamo Tbilisi         | 1:0   | 1:0        | 2:0     |
| 1995/96   | UEFA Cup                      | 1/32             | Sevilla FC             | 1:1   | 0:2        | 1:3     |
| 2013/14   | Europa League                 | Clasificatoria 1 | Astana                 | 5:0   | 1:0        | 6:0     |
| 2013/14   | Europa League                 | Clasificatoria 2 | Zrinjski Mostar        | 2:0   | 1:1        | 3:1     |
| 2013/14   | Europa League                 | Clasificatoria 3 | Stuttgart              | 1:1   | 0:0        | 1:1 (a) |
| 2014/15   | Europa League                 | Clasificatoria 1 | AC Libertas            | 4:0   | 2:0        | 6:0     |
| 2014/15   | Europa League                 | Clasificatoria 2 | St. Pölten             | 2:1   | 0:2        | 2:3     |
| 2017-18   | UEFA Europa League            | Clasificatoria 1 | Partizani              | 1:1   | 3:1        | 4:2     |
| 2017-18   | UEFA Europa League            | Clasificatoria 2 | Beitar Jerusalem       | 4:0   | 1:1        | 5:1     |
| 2017-18   | UEFA Europa League            | Clasificatoria 3 | Marítimo               | 0:0   | 0:2        | 0:2     |
| 2022-23   | UEFA Europa Conference League | Clasificatoria 2 | APOEL                  | 0:0   | 0:2        | 0:2     |
| 2024-25   | UEFA Europa League            | Clasificatoria 1 | Maribor                | 2:1   | 2:2        | 3:2     |
| 2024-25   | UEFA Europa League            | Clasificatoria 2 | Panathinaikos          | 0:4   | 1:2        | 1:6     |
| 2024-25   | UEFA Europa Conference League | Clasificatoria 3 | Zrinjski Mostar        | 2:1   | 0:2        | 2:3     |

1- El Sportul Studențesc abandonó el torneo.

## Entrenadores
| Nombre                      | País       | Desde                   | Hasta                   | Logros                                    |
| --------------------------- | ---------- | ----------------------- | ----------------------- | ----------------------------------------- |
| Tencho Tenev                | Bulgaria   | 3 de octubre de 2007    | 30 de mayo de 2008      | –                                         |
| Kostadin Angelov            | Bulgaria   | 1 de junio de 2008      | 15 de junio de 2009     | –                                         |
| Petar Penchev (interino)    | Bulgaria   | 18 de junio de 2009     | 1 de septiembre de 2009 | –                                         |
| Enrico Piccioni             | Italia     | 1 de septiembre de 2009 | 15 de diciembre de 2009 | –                                         |
| Marin Bakalov               | Bulgaria   | 15 de junio de 2010     | 20 de febrero de 2011   | –                                         |
| Kostadin Vidolov            | Bulgaria   | 20 de febrero de 2011   | 15 de mayo de 2011      | –                                         |
| Petar Houbchev              | Bulgaria   | 15 de mayo de 2011      | 26 de octubre de 2011   | –                                         |
| Milen Radukanov             | Bulgaria   | 26 de octubre de 2011   | 26 de marzo de 2012     | –                                         |
| Kostadin Vidolov (interino) | Bulgaria   | 26 de marzo de 2012     | 5 de junio de 2012      | –                                         |
| Ferario Spasov              | Bulgaria   | 5 de junio de 2012      | 6 de enero de 2013      | –                                         |
| Stanimir Stoilov            | Bulgaria   | 6 de enero de 2013      | 4 de junio de 2014      | –                                         |
| Lyuboslav Penev             | Bulgaria   | 6 de junio de 2014      | 7 de julio de 2014      | –                                         |
| Velislav Vutsov             | Bulgaria   | 8 de julio de 2014      | 3 de diciembre de 2014  | –                                         |
| Petar Penchev               | Bulgaria   | 3 de diciembre de 2014  | 29 de julio de 2015     | –                                         |
| Ermin Šiljak                | Eslovenia  | 29 de julio de 2015     | 10 de noviembre de 2015 | –                                         |
| Nikolay Kostov              | Bulgaria   | 11 de noviembre de 2015 | 24 de agosto de 2016    | –                                         |
| Nikolay Kirov               | Bulgaria   | 24 de agosto de 2016    | 29 de mayo de 2019      | Copa de Bulgaria 2016/17 y Supercopa 2017 |
| Željko Petrović             | Montenegro | 9 de junio de 2019      | 10 de octubre de 2019   | –                                         |
| Ferario Spasov              | Bulgaria   | 10 de octubre de 2019   | 6 de octubre de 2020    | —                                         |
| Petar Penchev               | Bulgaria   | 6 de octubre de 2020    | 6 de diciembre de 2020  | —                                         |
| Stefan Stoyanov             | Bulgaria   | 7 de diciembre de 2020  | 6 de enero de 2021      | –                                         |
| Azrudin Valentić            | Suecia     | 8 de enero de 2021      | 29 de julio de 2022     | –                                         |
| Artur Hovhannisyan          | Armenia    | 29 de julio de 2022     | 2 de agosto de 2022     | –                                         |
| Željko Kopić                | Croacia    | 3 de agosto de 2022     | 6 de diciembre de 2022  | –                                         |
| Bruno Baltazar              | Portugal   | 3 de enero de 2023      | 23 de mayo de 2023      | –                                         |

## Estadísticas
| # | Nombre              | Partidos |
| - | ------------------- | -------- |
| 1 | Dinko Dermendzhiev  | 447      |
| 2 | Viden Apostolov     | 429      |
| 3 | Zapryan Rakov       | 359      |
| 4 | Marin Bakalov       | 353      |
| 5 | Petar Zehtinski     | 350      |
| — | Kostadin Kostadinov | 350      |

| # | Nombre              | Goles |
| - | ------------------- | ----- |
| 1 | Dinko Dermendzhiev  | 194   |
| 2 | Kostadin Kostadinov | 106   |
| 3 | Atanas Pashev       | 100   |
| 4 | Antim Pehlivanov    | 89    |
| 5 | Ivan Sotirov        | 86    |

| Año  | Nombre           | Goles |
| ---- | ---------------- | ----- |
| 1961 | Ivan Sotirov     | 20    |
| 1975 | Ivan Pritargov   | 20    |
| 1981 | Georgi Slavkov   | 31    |
| 1983 | Antim Pehlivanov | 20    |
| 1986 | Atanas Pashev    | 30    |
| 2008 | Georgi Hristov   | 19    |